# Плосков, Остап Геннадьевич
Остап Геннадьевич Плосков (род. 25 апреля 1975, Челябинск) — российский хоккеист, вратарь. Тренер.

## Биография
Воспитанник челябинского «Трактора», тренер Николай Бец. Выступал за команды «Мечел» Челябинск (1991/92, 1998/99), «Трактор» (1992/93), «Таганай» Златоуст (199394), «УралАЗ» Миасс (1994/95, 1996/97), «Надежда» Челябинск (1995/96), «Ижсталь» Ижевск (1997/98, 2001/02), «Мотор» Барнаул (1999—2000), «Липецк», «Мостовик» Курган и «Сталь» Аша (все — 2000/01), «Сталь» (2001/02), белорусские «Химволокно» Могилёв (2002/03) и «Витебск» (2003/04), «Аган» (Радужный, 2006/08).
Бронзовый призёр МХЛ (1993).
Серебряный призёр юниорского чемпионата Европы (1993).
Тренер вратарей в ДЮСШ Радужный, ХК «Филин» (Нижневартовск, 2013—2016), «Олимпиец» Сургут.